# Back To Me (canción)
«Back To Me» —en español: ‘De vuelta a mí’— es una canción grabada por el dúo de compositores estadounidenses de Filadelfia Marian Hill y la cantante Lauren Jauregui del grupo femenino Fifth Harmony. Fue anunciado a través de la red social Twitter, el 7 de diciembre de 2016 y publicado el día 9 de diciembre a través del sello discográfico Republic Records.

## Antecedentes
Desde un Livestream publicado en la red social Facebook, por el dúo Marian Hill y Lauren Jauregui, explican que desde mayo se empezó a trabajar en el sencillo; luego de que Jauregui mencionara su música en una entrevista, el dúo contactó con ella, posteriormente, le hicieron una invitación a su concierto en Los Ángeles. Tras bastidores iniciaron una discusión sobre la colaboración.
El dúo escribió parte de la canción en un avión, mientras Jauregui, en la habitación de un Hotel, cuya realización culminó en breve tiempo. Jauregui comentó:

"Sentí nervios, a pesar que he escrito anteriormente, era la primera vez que sería para una de mis canciones y quería estar segura de que lo que contaba es lo que quería decir."
Lauren Jauregui

«Back To Me» fue anunciada el 7 de diciembre de 2016, mediante las cuentas personales de Twitter del dúo y la cantante y publicada el día 9 de diciembre a través del sello discográfico Republic Records.

## Posicionamiento en listas

### Semanales
| Chart (2016)        | Peak position |
| ------------------- | ------------- |
| España (PROMUSICAE) | 14            |
| Francia (SNEP)      | 195           |